# Krisztina Egerszegi
Krisztina Egerszegi (n. 16 august 1974, Budapesta, Republica Populară Ungară) este o înotătoare maghiară, care a câștigat 5 medalii de aur la jocurile olimpice.

## Cariera sportivă
Krisztina a câștigat în Seoul când avea 14 ani medalia de aur la proba la 200 m spate, la Jocurile Olimpice de vară din 1988. Ea este până acum cea mai tânără înotătoare din lume care a câștigat medalie olimpică de aur. La Jocurile Olimpice de vară din 1992 în Barcelona a excelat ca cea mai bună sportivă obținând trei medalii de aur la probele de 100 m și 200 m spate și 400 m mixt. Prin câștigarea unei medalii de aur în 1966 în Atlanta reușește să câștige de trei consecutiv la aceași disciplină sportivă. Egerszegi a corectat recordul mondial la 100 și 200 m spate. Recordul mondial stabillit în anul 1991 la 200 m spate l-a deținut timp de 16 ani, fiind acum recordul ei doborât de înotătoarea zimbabwiană Kirsty Coventry.

## Palmares
| Medalii obținute      |                |                  |
| Natație               |                |                  |
| Jocurile Olimpice     |                |                  |
| Aur                   | 1992 Barcelona | 200 m spate      |
| Aur                   | 1992 Barcelona | 100 m spate      |
| Aur                   | 1992 Barcelona | 400 m mixt       |
| Aur                   | 1996 Atlanta   | 200 m spate      |
| Bronz                 | 1996 Atlanta   | 200 m mixt       |
| Aur                   | 1988 Seoul     | 200 m spate      |
| Argint                | 1988 Seoul     | 100 m spate      |
| Campionatele Mondiale |                |                  |
| Aur                   | 1991 Perth     | 200 m spate      |
| Aur                   | 1991 Perth     | 100 m spate      |
| Argint                | 1994 Róma      | 200 m spate      |
| Campionatele Europene |                |                  |
| Aur                   | 1995 Viena     | 200 m spate      |
| Aur                   | 1995 Viena     | 400 m mixt       |
| Aur                   | 1993 Sheffield | 200 m spate      |
| Aur                   | 1993 Sheffield | 100 m spate      |
| Aur                   | 1993 Sheffield | 400 m mixt       |
| Aur                   | 1993 Sheffield | 200 m fluture    |
| Aur                   | 1991 Atena     | 200 m spate      |
| Aur                   | 1991 Atena     | 100 m spate      |
| Aur                   | 1991 Atena     | 400 m mixt       |
| Argint                | 1995 Viena     | 400 x 100 m mixt |
| Argint                | 1989 Bonn      | 200 m spate      |
| Argint                | 1989 Bonn      | 100 m spate      |
| Argint                | 1989 Bonn      | 400 m mixt       |